# Albert Curtis Clark
Albert Curtis Clark (* 21. Februar 1859 in Salisbury; † 5. Februar 1937 in Oxford) war ein britischer Klassischer Philologe. Er ist besonders durch seine textkritischen Studien zu und Editionen von Ciceros Reden, der Kommentare des Quintus Asconius Pedianus und der Apostelgeschichte bekannt.

## Leben und Werk
Albert Curtis Clark studierte Klassische Philologie an der Universität Oxford. Besonders nachhaltig beeinflusste ihn der Latinist Robinson Ellis, dem Clark später mehrere Schriften widmete und 1913 auf den Lehrstuhl nachfolgte. Zu seinen Kommilitonen gehörten die später berühmten Philologen Wallace Martin Lindsay und Alfred Edward Housman.
Von 1877 bis 1882 war Clark Exibitioner am Balliol College, anschließend bis 1913 Fellow am Queen’s College (Oxford). Daneben war er von 1909 bis 1913 University Reader in Latin. 1913 wurde er an das Corpus Christi College (Oxford) als Professor of Latin berufen und dort zum Fellow ernannt. Seine Antrittsvorlesung hielt er am 6. Juni 1914 über das Thema Recent developments in textual criticism („Aktuelle Entwicklungen in der Textkritik“). 1916 wählte ihn die British Academy zum Mitglied. 1934 wurde er emeritiert. 1935 ernannte ihn die Universität Oxford zum D.Litt. honoris causa.
Clark beschäftigte sich mit weiten Bereichen der römischen Literatur von der klassischen Prosa bis zum Mittellatein. Er veröffentlichte 1910 ein Studienbuch zum Mittel- und Vulgärlatein. Sein Forschungsschwerpunkt war jedoch die handschriftliche Überlieferung der Reden Ciceros und der Apostelgeschichte. Mit Ciceros Reden beschäftigte er sich seit seinem Studium. Zunächst veröffentlichte er textkritische Studien und eine kommentierte Edition der Rede Pro Milone. Im Anschluss daran gab vier der sechs Bände der neuen Oxford-Ausgabe von Ciceros Reden heraus (1905–1911). Diese Edition, an der neben Clark der schottische Philologe William Peterson mitarbeitete, blieb lange nach ihrem Erscheinen die maßgebliche Textgrundlage und war bis ins 21. Jahrhundert in Gebrauch.
Von diesem Editionsunternehmen gingen auch zwei weitere Projekte Clarks aus: Erstens die Edition der antiken Cicero-Kommentare des Quintus Asconius Pedianus (1907), zweitens Studien zum Prosarhythmus. Nach dem Studienbuch Fontes prosae numerosae, das Beispiele aus griechischen und römischen Prosaikern enthielt, verfasste Clark auch die grundlegende Monografie zum englischen Prosarhythmus (1913).
Im Alter beschäftigte sich Clark vor allem mit der handschriftlichen Überlieferung des lateinischen Neuen Testaments. Nach mehreren textkritischen Studien gab er 1933 eine umfangreiche Edition der lateinischen Apostelgeschichte heraus.

## Schriften (Auswahl)
- Collations from the Harleian Ms. of Cicero 2682. Oxford 1892
- M. Tulli Ciceronis Pro T. Annio Milone ad iudices oratio. Edited with introduction and commentary. Oxford 1895
- M. Tulli Ciceronis Orationes. Tomus II: Pro Milone. Pro Marcello. Pro Ligario. Pro rege Deiotaro. Philippicae I–XIV. Oxford 1901 (zahlreiche Neudrucke)
- M. Tulli Ciceronis Orationes. Tomus I: Pro Sex. Roscio. De imperio Cn. Pompei. Pro Cluentio. In Catilinam. Pro Murena. Pro Caelio. Oxford 1905 (zahlreiche Neudrucke)
- The Vetus Cluniacensis of Poggio: being a contribution to the textual criticism of Cicero Pro Sex. Roscio, Pro Cluentio, Pro Murena, Pro Caelio, and Pro Milone. Oxford 1905
- Q. Asconii Pediani Orationum Ciceronis quinque enarratio. Oxford 1907
- Fontes prosae numerosae. Oxford 1909
- Inventa Italorum: being a contribution to the textual criticism of Cicero. Oxford 1909
- M. Tulli Ciceronis Orationes. Tomus IV: Pro P. Quinctio. Pro Q. Roscio Comoedo. Pro A. Caecina. De lege agraria contra Rullum. Pro C. Rabirio perduellionis reo. Pro L. Flacco. In L. Pisonem. Pro C. Rabirio Postumo. Oxford 1909 (zahlreiche Neudrucke)
- The cursus in mediaeval and vulgar Latin. Oxford 1910
- M. Tulli Ciceronis Orationes. Tomus VI: Pro Tullio. Pro Fontei. Pro Sulla. Pro Archia. Pro Plancio. Pro Scauro. Oxford 1911 (zahlreiche Neudrucke)
- Prose Rhythm in English. Oxford 1913
- The primitive text of the Gospels and Acts. Oxford 1914
- The descent of manuscripts. Oxford 1918
- The Acts of the Apostles: a critical edition, with introduction and notes on selected passages. Oxford 1933